# Piz Tschütta
De Piz Tschütta of Stammerspitz (ook: Stammerspitze) is met 3254,1 meter hoogte na de Muttler de hoogste berg van de Samnaungroep. De bergtop ligt in het Zwitserse kanton Graubünden, op het grondgebied van de gemeente Samnaun, ongeveer drie kilometer ten noordwesten van de Muttler.
Ten noordoosten van de top ligt nog een klein gletsjerveld. Beklimming van de Stammerspitz is moeilijk en wordt steeds verder gevaarlijker door voortgaande ontdooiing van de permafrost op de flanken van de bergtop, die uit brokkelig dolomietgesteente bestaat.
De eerste beklimming van de top werd ondernomen in 1881 door de Brit John Percy Farrar, de uit het Kaunertal afkomstige Alois Praxmarer en Heinrich Prinz uit Samnaun. Deze tocht voerde echter tot de lage westelijke top van de Stammerspitz. De oostelijke top van de Piz Tschütta werd voor het eerst bedwongen op 16 augustus 1884 door de uit Leipzig afkomstige professor Schulze, samen Johann Nell en Seraphim Kuppelwieser.